# Andrew Gregg

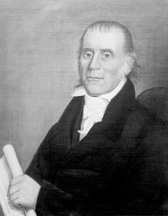
Andrew Gregg

Andrew Gregg (* 10. Juni 1755 in Carlisle, Provinz Pennsylvania; † 20. Mai 1835 in Bellefonte, Pennsylvania) war ein britisch-amerikanischer Politiker (Demokratisch-Republikanische Partei).

## Leben
Der Kaufmann und Landwirt Gregg gehörte dem Kongress der Vereinigten Staaten von 1791 bis 1813 an, zuerst vom 24. Oktober 1791 bis 3. März 1807 im Repräsentantenhaus, danach vom 26. Oktober 1807 bis 3. März 1813 als Senator. Im Senat amtierte Gregg während des 11. Kongresses als Präsident pro tempore. 1816 wurde er zum Secretary of the Commonwealth für Pennsylvania ernannt. 1823 kandidierte Gregg erfolglos für das Amt des Gouverneurs von Pennsylvania. Vor seiner Wahl in den Kongress hatte Gregg als Mitglied der Miliz von Delaware an der Amerikanischen Revolution teilgenommen. Von 1779 bis 1783 war er Dozent am College of Philadelphia.
Zwei Townships in Pennsylvania wurden nach Gregg benannt. Die eine wurde 1826 gegründet und liegt im Centre County, die andere, gegründet 1865, im Union County (früher ein Teil des Lycoming County).

## Familie
Andrew Gregg war mit einer Tochter des Brigadegenerals James Potter verheiratet. Greggs Vater, der ebenfalls den Namen Andrew trug, war als Mitglied der Paxton Boys 1763 am Massaker an den Susquehannock-Indianern bei Lancaster beteiligt. Greggs Enkel Andrew Gregg Curtin und James Xavier McLanahan waren ebenfalls bekannte pennsylvanische Politiker.